# The Swell Season
The Swell Season est un duo folk rock formé par le musicien irlandais Glen Hansard et la chanteuse et pianiste tchèque Markéta Irglová. Le nom "The Swell Season" est dérivé du roman préféré de Hansard, de Josef Škvorecký, datant de 1975 et portant le même titre. Leur premier album, sorti en 2006, portait le même nom.
Le duo s'est fait connaître grâce au succès du film Once (2007), réalisé par John Carney, dans lequel les deux artistes jouent une version dramatisée de leur propre duo musical. Leur chanson Falling Slowly, tirée du film, a remporté l'Oscar de la meilleure chanson lors de la 80e cérémonie des Oscars. Ils se désignent de plus en plus souvent sous le nom de "The Swell Season" dans la promotion de leurs spectacles, jusqu'à ce que ce nom devienne le nom officiel de leur collaboration en 2008. (Ils ont continué à utiliser leurs noms séparés lorsqu'ils ont repris You Ain't Goin' Nowhere de Bob Dylan pour la bande originale de I'm Not There en 2007).
De 2007 à 2010, un documentaire a été réalisé sur Irglova et Hansard, il est intitulé The Swell Season. Ce documentaire a été présenté pour la première fois au festival du film de Tribeca en juin 2011 et a reçu des critiques positives,.

## Historique
Le premier album éponyme a été réalisé après que Hansard et Irglová ont été approchés par le réalisateur tchèque Jan Hřebejk lors d'une tournée en République tchèque, et qu'il leur a demandé d'enregistrer des chansons pour son prochain film Beauty in Trouble. C'est le premier album que Hansard, le chanteur de The Frames, a sorti indépendamment de son groupe.
Les titres du premier album "Falling Slowly" et "When Your Mind's Made Up" figurent également sur l'album The Cost de The Frames, et "Falling Slowly", "When Your Mind's Made Up", "Lies" et "Leave", extraits de l'album, figurent également sur la bande originale de Once.
L'album suivant, Strict Joy, est sorti le 27 octobre 2009 aux États-Unis. Trois singles extraits de l'album ont été publiés : "In These Arms", "Low Rising" et "Feeling the Pull".
La critique de Strict Joy par Spin Magazine donne à l'album 4 étoiles sur 5. On peut y lire : "Si les rôles de Glen Hansard et de Markéta Irglová dans le film indépendant irlandais à succès Once ont involontairement tissé l'histoire de leur amour réel, leur deuxième album sous le nom de Swell Season tisse l'histoire de leur désamour".
En août 2010, The Swell Season a repris la chanson "Two-Headed Boy" de Neutral Milk Hotel pour The A.V. Club.
Lors d'un concert donné le 19 août 2010 au Mountain Winery, à Saratoga, un spectateur s'est jeté du toit de la salle sur la scène. Le décès a été considéré comme un suicide. Le groupe a organisé et payé des séances de conseil de groupe pour les spectateurs qui ont assisté à l'événement.
Dans une interview de décembre 2011 avec Irglová dans le Huffington Post, elle a révélé que la Swell Season sortirait probablement un troisième album lorsque Hansard aurait terminé ses autres engagements, mais aucun troisième album n'a jamais été réalisé par le duo.
Hansard et Irglová ont parodié leur rôle dans l'épisode "Au nom du grand-père" des Simpsons (2009).
Les 10 et 11 janvier 2015, pour célébrer la réédition de Once en Corée du Sud, The Swell Season s'est réuni pour un concert de deux soirs au Sejong Center.
En 2019, Hansard a déclaré qu'il n'était pas prévu que le duo reparte en tournée.
En 2021, Hansard a confirmé à Variety que The Swell Season jouerait six dates aux États-Unis en 2022. Dix-sept autres dates ont été annoncées pour 2023.

## Discographie

### Albums studio
| Titre            | Détails sur l'album | Détails sur l'album                     | Meilleur classement | Meilleur classement | Meilleur classement |
| Titre            | Sortie              | Label                                   | IRE                 | AUS                 | US                  |
| ---------------- | ------------------- | --------------------------------------- | ------------------- | ------------------- | ------------------- |
| The Swell Season | Avril 2006          | Plateau Records / Epitaph Records       |                     |                     |                     |
| Strict Joy       | Octobre 2009        | Epitaph Records / ANTI-                 | 19                  | 88                  | 15                  |
| Forward          | Juin 2025           | Plateau Records / Secretly Distribution |                     |                     |                     |

### Singles
- "Falling Slowly" (2007)
- "When Your Mind's Made Up" (2007)
- "Falling Slowly" (2008, réédition, n° 61 au Billboard Hot 100)
- "Into the Mystic" (2008, dans le cadre de "Before the Goldrush", le projet Teach For America Covers)
- "In These Arms" (2009)
- "Low Rising" (2009)
- "Feeling the Pull" (2010)
- "People We Used to Be" (2025)
- "Stuck in Reverse" (2025)